# Статический анализ кода
Стати́ческий ана́лиз ко́да (англ. static code analysis) — анализ исходного кода программного обеспечения, производимый без реального выполнения исследуемых программ (в отличие от динамического анализа). В большинстве случаев анализ производится над исходным кодом, хотя иногда анализу подвергается объектный код, например P-код или код на MSIL. Термин обычно применяют к анализу, производимому специальным программным обеспечением (ПО), тогда как ручной анализ называют «program understanding» или «program comprehension» (пониманием программы).
В зависимости от используемого инструмента глубина анализа может варьироваться от определения поведения отдельных операторов до анализа всего имеющегося кода. Способы использования полученной в ходе анализа информации также различны — от выявления мест, возможно содержащих ошибки (утилиты типа Lint), до формальных методов, позволяющих математически доказать какие-либо свойства программы (например, соответствие поведения спецификации).
В некоторых источниках программные метрики и обратное проектирование рассматриваются как формы статического анализа. Получение метрик (англ. software quality objectives) и статический анализ часто совмещаются, особенно при создании встраиваемых систем.
Современные средства анализа, такие как Coverity, SonarQube, PVS-Studio, Clang Static Analyzer и Infer от Meta, используют методы анализа потока данных, контроля потока управления, а также абстрактной интерпретации для выявления ошибок, неочевидных при компиляции. Многие инструменты интегрируются в CI/CD-конвейеры и автоматизированные процессы разработки программного обеспечения для раннего выявления уязвимостей и дефектов.
Статический анализ играет важную роль в обеспечении безопасной разработки, соответствующей таким стандартам, как OWASP и MISRA C (в автомобильной индустрии), и широко применяется при разработке критически важных систем.

## Принципы статического анализа
Примером простейшего статического анализа являются генерируемые большинством компиляторов (например, GCC) «предупреждения» (англ. warnings) — диагностические сообщения о потенциальной ошибочности синтаксически правильного кода. Например, для следующего кода на C может быть получено сообщение о неинициализированной переменной:
```
int
 
x
;

int
 
y
 
=
 
x
 
+
 
2
;
  
// Переменная x не инициализирована!

```

В связи с высокими требованиями к скорости компиляции и качеству машинного кода, компиляторы проверяют код лишь на простейшие ошибки. Статические анализаторы предназначены для более детального исследования кода, включая межпроцедурный анализ, определение утечек памяти, проблем конкурентности и возможных уязвимостей.

### Типы ошибок, обнаруживаемых статическими анализаторами
Статические анализаторы выявляют широкий спектр ошибок, которые могут привести к сбоям, уязвимостям и проблемам сопровождения программного обеспечения:
- Неопределённое поведение — например, использование неинициализированных переменных, обращение к нулевым указателям. Простые случаи могут быть обнаружены ещё на этапе компиляции.
- Нарушения контракта использования библиотек. Например, в языках с управлением файлами каждый вызов открытия файла должен сопровождаться вызовом его закрытия. Если файловая переменная теряется до закрытия, это может быть отмечено как ошибка.
- Недокументированное поведение, возникающее при использовании конструкций, выходящих за рамки спецификации языка.
- Переполнение буфера, особенно при использовании небезопасных функций (например, strcpy, sprintf) или при ошибках работы с массивами и указателями.
- Ошибки кроссплатформенности. Например, приведение указателей к типу int может работать на 32-битных архитектурах, но потерять значимые данные на 64-битных:

```
Object
 
*
p
 
=
 
getObject
();

int
 
pNum
 
=
 
reinterpret_cast
<
int
>
(
p
);
  
// часть указателя теряется на x64

```

- Копипаст-ошибки в повторяющемся коде — например, неправильное копирование строк с небольшими изменениями:

```
dest
.
x
 
=
 
src
.
x
 
+
 
dx
;

dest
.
y
 
=
 
src
.
y
 
+
 
dx
;
  
// ошибка: дублируется dx, а не dy

```

- Ошибки форматных строк, особенно в языках со статической типизацией. Например:

```
std
::
wstring
 
s
;

printf
(
"s is %s and d is %d"
,
 
s
);

```

- Неиспользуемые или неизменные параметры, которые могут указывать на ошибки проектирования или устаревшую логику:

```
void
 
doSomething
(
bool
 
flag
)
   
// flag всегда равен true

{

   
if
 
(
flag
)

       
// какая-то логика

   
else

       
// код не используется

}

doSomething
(
true
);

```

- Утечки памяти и ресурсов. Несмотря на то, что динамические анализаторы лучше подходят для выявления таких проблем, статические инструменты также могут обнаруживать ошибки:

```
Traverser
 
*
t
 
=
 
new
 
Traverser
(
Name
);

if
 
(
!
t
->
Valid
())

{

  
return
 
FALSE
;
 
// выход без delete

  
delete
 
t
;

}

```

- Вызовы функций без побочных эффектов без использования возвращаемого значения:

```
std
::
string
 
s
;

s
.
empty
();
  
// вызов ничего не делает; возможно, имелось в виду s.clear()

```

- Прочие ошибки, зависящие от конкретного контекста и языка программирования.

Инструменты, такие как PVS-Studio, Coverity и Clang Static Analyzer, предоставляют различные уровни проверки, включая межпроцедурный анализ, анализ сложных выражений, контроль утечек памяти и другие формальные методы.

## Применение
В последнее время статический анализ всё больше используется в верификации свойств ПО, используемого в компьютерных системах высокой надёжности, особенно критичных для жизни (safety-critical). Также применяется для поиска кода, потенциально содержащего уязвимости (иногда это применение называется Static Application Security Testing, SAST).
Статический анализ постоянно применяется для критического ПО в следующих областях:
1. ПО для медицинских устройств[4];
2. ПО для атомных станций и систем защиты реактора (Reactor Protection Systems)[5];
3. ПО для авиации (в комбинации с динамическим анализом)[6];
4. ПО на автомобильном или железнодорожном транспорте[7].

По данным VDC на 2012 год, примерно 28 % разработчиков встраиваемого ПО применяют средства статического анализа, а 39 % собираются начать их использование в течение 2 лет.

## Формальные методы
Формальные методы — это строго определённые математические подходы, применяемые для доказательства корректности программного обеспечения на основе его спецификаций. В рамках статического анализа кода формальные методы позволяют не только находить ошибки, но и доказывать свойства программ, включая отсутствие определённых классов ошибок, таких как переполнение буфера, гонки данных или утечки памяти.
Примеры применения формальных методов:
- Frama-C — платформа для анализа программ на языке C, использующая аннотации и абстрактную интерпретацию для доказательства корректности.
- SPARK — формальный диалект языка Ada, предназначенный для разработки критичных к безопасности систем. Используется, например, в авионике и управлении железнодорожными системами[9].
- Coq — интерактивная среда доказательств, применяемая для формальной верификации алгоритмов и программ. Используется в проектах типа CompCert, Bedrock и Verasco.
- Why3 — платформа для формальной спецификации и верификации программ, интегрирующая различные автоматические доказатели (Z3, Alt-Ergo и др.).
- Dafny — язык программирования с поддержкой формальной верификации. Компилятор может автоматически доказывать корректность кода относительно спецификации.

Формальные методы находят применение при разработке систем, критичных к безопасности, таких как авионика, медицинские устройства, автомобильные контроллеры и банковские системы. Несмотря на высокую стоимость внедрения, они позволяют существенно снизить риски, связанные с программными ошибками.

## Инструменты статического анализа
Существует множество инструментов статического анализа, охватывающих различные языки программирования. Ниже приведён перечень наиболее известных из них, основанный в том числе на публикации CISO CLUB и других источниках.

### C/C++
- BLAST
- Clang Static Analyzer (встроен в Clang)[12]
- Coverity[13]
- PC-Lint
- lint и lock_lint (Sun Studio)
- Cppcheck (официальный сайт)
- Parasoft C/C++Test[англ.]
- PVS-Studio
- LDRA Testbed[англ.]
- Polyspace[англ.] (MathWorks)
- QA-C[англ.]
- Cantata++[англ.]
- Visual Code Grepper

### C#
- CodeCrawler
- Visual Code Grepper
- PVS-Studio
- NDepend
- StyleCop
- ReSharper

### Java
- FindBugs (официальный сайт)
- SpotBugs — форк FindBugs[14]
- Infer (Facebook)
- Parasoft JTest[англ.]
- RIPS Technologies[англ.]
- YASCA
- SonarQube

### JavaScript
- JSLint
- ESLint
- SonarQube

### .NET
- Roslyn (.NET Compiler Platform)
- FxCop
- NDepend
- StyleCop
- PVS-Studio

### PHP
- PHPStan
- Psalm
- RIPS
- YASCA
- Visual Code Grepper
- SonarQube

### Python
- Pylint
- Pyflakes
- Flake8
- Pyright
- mypy
- Bandit[15]
- McCabe
- Solar appScreener

### Ruby
- Brakeman

### Rust
- clippy

### Другие
- SonarQube — многоплатформенный инструмент для анализа качества кода[16]
- T-SQL Analyzer — анализатор SQL-скриптов и хранимых процедур для Microsoft SQL Server.